# Aeroportul Pamol
Aeroportul Pamol (IATA: PAY, ICAO: WBKP) este un aeroport din Sabah, Malaysia.
aeroportul dispune de o singură pistă.